# Моним
Мони́м Сираку́зский (др.-греч. Μόνιμος ὁ Σῠρᾱκούσιος, IV в. до н. э.) — древнегреческий философ киник, ученик Диогена Синопского. Известен учением о презрении к мнению в противоположность истине («…был очень строг, всякое мнение презирал и стремился лишь к истине»). Четыре известных сочинения Монима не сохранились.

## Анекдоты
Моним Сиракузский, по сведениям, был рабом одного коринфского менялы. Ксениад, который купил Диогена, часто бывал у его хозяина, и своими рассказами «о его добродетели, о его словах и делах возбудил в Мониме любовь к Диогену». Моним притворился сумасшедшим, стал перемешивать на меняльном столе мелочь с серебром, пока наконец хозяин не отпустил его на волю. Моним сразу явился к Диогену и стал жить как он и Кратет, его ученик (а хозяин, как говорят, глядя на это, все больше убеждался в его безумии).